# Epipaleolític a Catalunya
L'epipaleolític a Catalunya es troba entre el Paleolític i el Neolític. L'Epipaleolític s'inicià amb el final de les darreres glaciacions (en el període geològic de l'Holocè) fa aproximadament 12.000 anys, i finalitzà amb l'inici del Neolític fa uns 10.000 anys. Durant aquesta època el clima de la terra es va anar temperant i les baixes temperatures de la darrera glaciació van anar augmentant a poc a poc. Tots aquests canvis van provocar una crisi en la manera de viure del Paleolític superior a partir de la qual els homes i les dones van haver d'adaptar-se. A mesura que augmentaven les temperatures, els grans animals típics de zones molt fredes van anar emigrant progressivament cap al nord. Això obligà als humans a caçar animals més petits per falta de caça major. També es desenvolupà la navegació tant per rius com per mars (sempre ben a prop de la costa). No es deixà mai la recol·lecció. Pel que fa a la tècnica de tallar la pedra, durant aquest període, era microlítica.

## Jaciments a Catalunya
A Catalunya s'han trobat diversos jaciments epipaleolítics, la majoria en abrics. Alguns dels més estudiats són: la Bora Gran d'en Carreres (a Serinyà) i El Roc del Migdia (a Vilanova de Sau).
- La Bora Gran d'en Carreres. Abric d'uns 16 m d'ample, 10m de profunditat i 3m d'alçada. Aquest jaciment fou descobert l'any 1866 per Josep Catà[2] i des d'aleshores s'hi han realitzat diferents campanyes arqueològiques.